# Álvaro Navarro
Álvaro Damián Navarro Bica (Tacuarembó, 28 de janeiro de 1985) é um ex-futebolista uruguaio que atuava como atacante. Atualmente, comanda o Defensor Sporting

## Carreira

### Defensor Sporting
Começou nas categorias de base do Defensor Sporting. Jogou no clube por sete anos, conquistando o Campeonato Uruguaio de 2007/08. Na Copa Libertadores de 2007, marcou dois gols na vitória por 3 a 0 sobre o Flamengo, eliminando o clube rubro-negro nas oitavas de final.

### Futebol argentino
Em 2010, transferiu-se para o futebol argentino, onde defendeu o Gimnasia de La Plata e o Godoy Cruz.

### Retorno ao Defensor e futebol chileno
Acertou seu retorno para o Defensor em 2012. Amargou a reserva e, no mesmo ano, foi emprestado para o Cobresal.

### Futebol equatoriano e empréstimo ao Botafogo
Em 2014, foi emprestado novamente, dessa vez para o Olmedo, clube da Segunda Divisão do Equador. Em julho do ano seguinte, foi repassado ao Botafogo para a disputa da Série B de 2015.
No clube carioca, teve bom começo marcando seis gols nos sete primeiros jogos. Terminou a competição como artilheiro do alvinegro, com nove gols.

### Futebol mexicano
Para 2016, Navarro acertou sua transferência para o Puebla, assinando um contrato de dois anos de duração. Em agosto de 2017, rescindiu com a equipe.

### Defensor: terceira passagem
Após quase um ano sem clube, o uruguaio retornou ao Defensor Sporting em julho de 2018.

## Títulos como jogador
Defensor Sporting
- Campeonato Uruguaio: 2007–08
- Liguilla Pré-Libertadores da América: 2006

Botafogo
- Campeonato Brasileiro - Série B: 2015

## Títulos como treinador
Defensor Sporting
- Copa Uruguay: 2024